# Matrimonio en Colombia

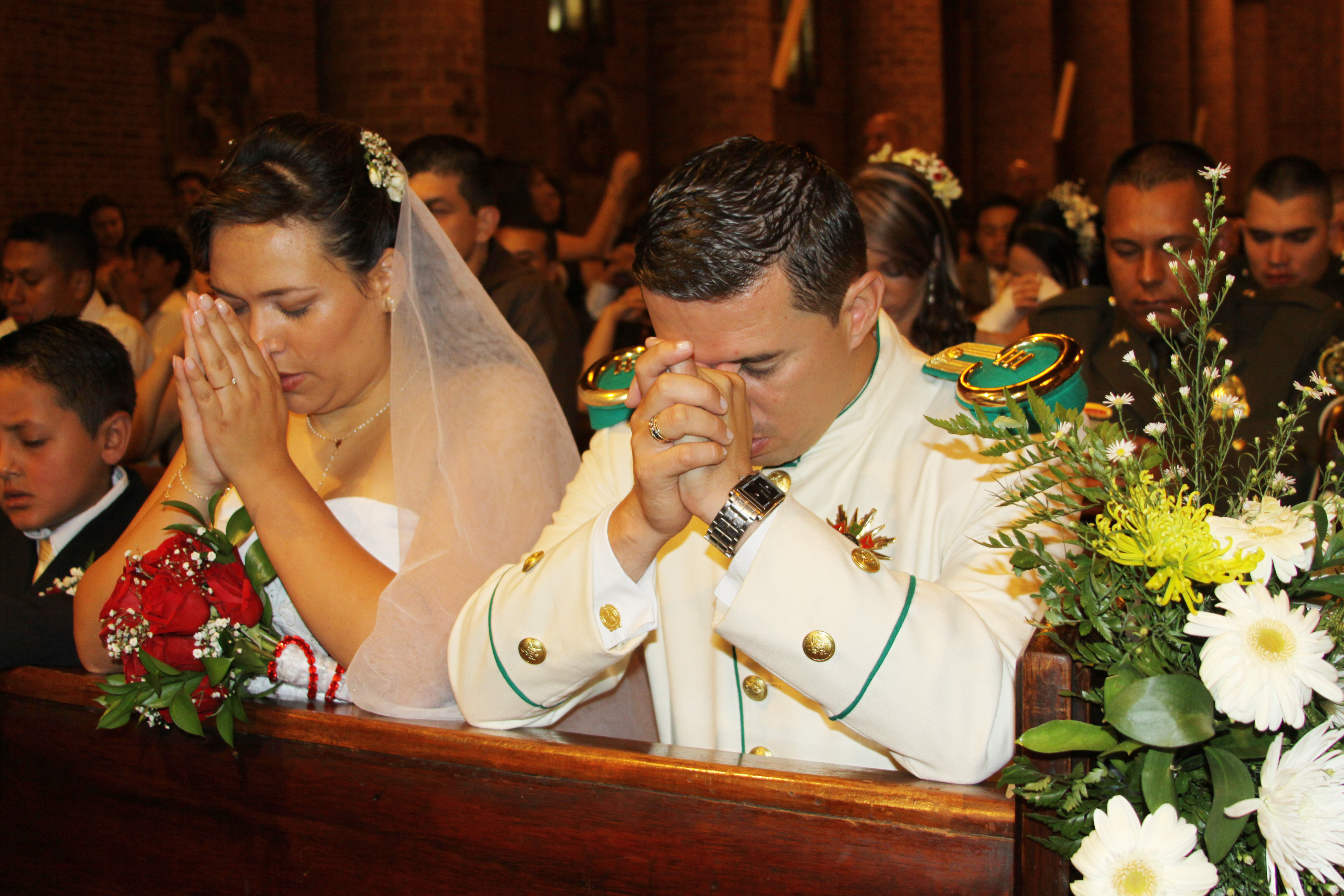
Ceremonia de boda religiosa de un oficial de la Policía Nacional de Colombia y su novia

El matrimonio en Colombia es una institución social de naturaleza civil y religiosa. Con una larga y arraigada tradición en la historia del país, ha sufrido modificaciones en los requisitos y condiciones para contraerlo, manteniéndose como unión monógama entre dos personas sin  impedimento para casarse, como por ejemplo, en su estado civil de soltería, divorcio o viudez y que alcancen la edad núbil.
Históricamente, el matrimonio civil se entendía como la unión entre un hombre y una mujer, situación que cambió a partir de 2016, cuando se permitió el matrimonio igualitario.

## Marco legal

### Definición
La definición y disposiciones para el matrimonio en el ordenamiento jurídico colombiano se encuentran dispuestos en el Código Civil y en el Artículo 42 de la Constitución, el cual lo define de la siguiente forma:

La familia es el núcleo fundamental de la sociedad. Se constituye por vínculos naturales o jurídicos, por la decisión libre de un hombre y una mujer de contraer matrimonio o por la voluntad responsable de conformarla. El Estado y la sociedad garantizan la protección integral de la familia. La ley podrá determinar el patrimonio familiar inalienable e inembargable. La honra, la dignidad y la intimidad de la familia son inviolables. Las relaciones familiares se basan en la igualdad de derechos y deberes de la pareja y en el respeto recíproco entre todos sus integrantes. Cualquier forma de violencia en la familia se considera destructiva de su armonía y unidad, y será sancionada conforme a la ley. Los hijos habidos en el matrimonio o fuera de él, adoptados o procreados naturalmente o con asistencia científica, tienen iguales derechos y deberes. La ley reglamentará la progenitura responsable. La pareja tiene derecho a decidir libre y responsablemente el número de sus hijos, y deberá sostenerlos y educarlos mientras sean menores o impedidos. Las formas del matrimonio, la edad y capacidad para contraerlo, los deberes y derechos de los cónyuges, su separación y la disolución del vínculo, se rigen por la ley civil. Los matrimonios religiosos tendrán efectos civiles en los términos que establezca la ley. Los efectos civiles de todo matrimonio cesarán por divorcio con arreglo a la ley civil. También tendrán efectos civiles las sentencias de nulidad de los matrimonios religiosos dictadas por las autoridades de la respectiva religión, en los términos que establezca la ley. La ley determinará lo relativo al estado civil de las personas y los consiguientes derechos y deberes.
Artículo 42 de la Constitución Política de la República de Colombia

### Régimen de bienes
Cada unión matrimonial se encuentra sujeta a dos tipos de regímenes patrimoniales conforme a la legislación colombiana, de acuerdo a lo dispuesto en el Código Civil entre los Artículos 1781 a 1841:
- Régimen de bienes gananciales: más conocida como bienes comunes o sociedad conyugal, la cual incluye todos los bienes adquiridos durante el matrimonio de ambas partes hasta su disolución, ya sea por fallecimiento de uno de los contrayentes o divorcio. Esto excluye todos los bienes adquiridos a título gratuito por las partes, como a través de una herencia.
- Régimen de bienes por capitulaciones: o también conocido como de bienes separados, los contrayentes por mutuo acuerdo y voluntariamente, deciden previo a la celebración del matrimonio, los bienes que desean incluir o excluir de la sociedad conyugal. Es posible establecer diferentes capitulaciones para distintos tipos de bienes, adquiridos en el pasado o en el futuro por uno de los contrayentes, siendo irrevocables hasta la liquidación matrimonial.[6]

### Edad núbil
En noviembre de 2024, el Senado del Congreso de la República aprobó una ley que prohibe el matrimonio infantil en el país, eliminado el artículo del Código Civil de 1887 que permitía a los mayores de 14 años contraer nupcias con la autorización de sus padres. De esta manera, se subió la edad núbil para ambos sexos en 18 años, tanto para matrimonios heterosexuales como también homosexuales, una vez que ambos contrayentes alcancen la mayoría de edad en Colombia.

## Historia

### Matrimonios prehispánicos
Para el pueblo wayú la forma más común de matrimonios era a través de la poligamia de tipo poligínica, donde un hombre podía contraer matrimonio con varias mujeres bajo un sistema matrilocal. Para que un hombre y una mujer de este grupo étnico contrajeran matrimonio, debían pasar por una serie de rituales antes, durante y después de la ceremonia de boda. La unión era una considerada como una alianza entre dos familias, con un fuerte significado del sentido social de la unión. Un familiar del novio, generalmente un tío, se hacía cargo de la pedida de mano a los padres de la novia en representación de su sobrino, donde inicialmente enviaba a un emisario (Putche'ejana), el cual notificaba formalmente a la familia de la novia la intención que él tenía de querer casarse, quien además se encargaba de presentar la dote que se le ofertaba a la familia de la novia. La mujer era considerada un elemento importante dentro de la vida social de los guajiros, por lo que casarse significaba una gran pérdida para su familia, la cual debía ser indemnizada por ello. Los matrimonios forzados eran también una práctica común por intereses económicos o razones estratégicas entre dos familias o diferentes tribus.  Solo podían contraer matrimonio las mujeres que hayan pasado por "el encierro", un rito de paso de niña a mujer que se inicia con la menarquia de la mujer púber y pasa a ser llamada como Majajüt (señorita).
Por el contrario, para el pueblo kogui, el cual habitaba en la Sierra Nevada de Santa Marta, el matrimonio tenía una naturaleza monógama y representaba una unión profunda en un ritual cargado de simbolismos y elementos espirituales de conexión de la pareja con la naturaleza, el cual es presidido por un Mamo Kogui, líder espiritual que funge como sacerdote.

### Época hispánica
Durante el dominio del Imperio español del actual territorio colombiano a través del reino de Nueva Granada y posteriormente del virreinato de Nueva Granada, todas las disposiciones maritales dependían de las órdenes del rey de España y de los tribunales eclesiásticos de la Iglesia católica, los cuales gozaban de gran influencia y poder. Las autoridades locales de la época hispánica en Colombia eran las encargadas de hacer cumplir los dictámenes y mantener la moral y las buenas costumbres bajo una mirada socialconservadora, de acuerdo a lo estipulado por la moral sexual católica, promoviendo de esta manera el matrimonio católico como la única unión válida y persiguiendo todas las prácticas sexuales fuera del matrimonio, como la fornicación, el adulterio y la bigamia, particularmente de los hombres casados que llegaban desde España y que dejaban a sus esposas en la península ibérica, ocultaban su estado civil para contraer nupcias con otra mujer en el continente americano. Todos estos actos pre- y extramaritales eran calificados como "delitos pasionales", siendo condenados social y penalmente. Los matrimonios interraciales (también llamados mixtos) fueron permitidos desde 1514 a través de las Leyes de Indias, lo que favoreció el mestizaje y la aparición del sistema de castas colonial, donde para el caso neogranadino, solo los mestizos y mulatos nacidos dentro del matrimonio y que eran "letrados" (sabían leer y escribir), gozaban de mayores privilegios y de posibilidades de acceder a algunos cargos de importancia dentro del virreinato, en desmedro de quienes nacían fuera del matrimonio (calificados como hijos ilegítimos) o eran analfabetos.
Con la declaración de los decretos tridentinos, las autoridades eclesiásticas neogranadinas impulsaron la imagen de la Sagrada Familia, con San José y la Virgen María como modelos de vida conyugal a seguir.

### Colombia republicana
Una vez obtenida la independencia, las autoridades locales colombianas pudieron realizar una serie de modificaciones a la concepción del matrimonio establecida por los españoles. La figura del matrimonio civil fue instaurada por primera vez en Colombia el 20 de junio de 1853, mediante una ley promulgada por el presidente José María Obando, donde se contempló la igualdad de una boda civil celebrada ante juez con el rito católico presidido por un sacerdote, además de establecer por primera vez la nulidad matrimonial y el divorcio bajo ciertas situaciones, como parte de algunas reformas liberales que buscaban la separación entre la Iglesia y el Estado.

## Matrimonios religiosos
Colombia es un Estado aconfesional que garantiza la libertad religiosa a nivel constitucional. En ese sentido, con la Constitución Política de 1991 se reconocieron como válidos todos los matrimonios celebrados por cualquier religión reconocida por el Estado y que sea homologable a los requisitos de una boda por lo civil. Anteriormente a esto, solo eran reconocidos los matrimonios canónicos, es decir, los celebrados por la Iglesia católica en Colombia. Para que un matrimonio religioso tenga validez legal para cualquier efecto jurídico posterior, debe ser debidamente inscrito ante la Registraduría Nacional del Estado Civil de Colombia o una notaría.

## Estadísticas
- La edad promedio para casarse en Colombia ha ido variando con el paso del tiempo. Mientras que en 1951, la edad promedio de los hombres era a los 27,2 años y de las mujeres a los 21,5 años de edad; en 1985 esta cifra cambió a 25,9 años en los hombres y 22,6 años en las mujeres.[21]